# 吹上 (名古屋市)
吹上（ふきあげ）は、愛知県名古屋市千種区と昭和区にある町名。現行行政地名は吹上一丁目及び吹上二丁目と昭和区吹上町1丁目及び吹上町2丁目。住居表示は吹上一丁目及び吹上二丁目が実施済み、吹上町が未実施。

## 地理
名古屋市千種区の南西部、昭和区の北西部に位置し、南は鶴舞と御器所町と曙町（いずれも昭和区）と千種区花田町、北は千種区千種、東は昭和区車田町、西は中区千代田に接する。

## 歴史

### 町名の由来
御器所町の小字名「吹上」による。字名の由来については、風が吹き上げる地であったという説がある。

### 行政区画の変遷

#### 吹上町
- 1933年（昭和8年）9月20日 - 中区御器所町の一部より、同区吹上町が成立[2]。
- 1934年（昭和9年）4月1日 - 御器所町の一部を編入[2]。
- 1937年（昭和12年）10月1日 - 行政区変更に伴い、昭和区所属となる[2]。
- 1941年（昭和16年）3月15日 - 一部が北山本町となる[2]。

#### 吹上
- 1979年（昭和54年）5月5日 - 以下の通り、千種区吹上一〜二丁目および昭和区吹上一〜二丁目が成立[3][4]。
  - 千種区吹上一丁目 - 千種区千種町・高松町・花田町・吹上本町の各一部
  - 千種区吹上二丁目 - 千種区千種町・千種本町・花田町・吹上本町の各一部
  - 昭和区吹上一丁目 - 昭和区木市町・御器所町・鶴舞町の各一部
  - 昭和区吹上二丁目 - 昭和区御器所町の一部

## 世帯数と人口
2019年（平成31年）1月1日現在の世帯数と人口は以下の通りである。
| 区     | 町丁・丁目 | 世帯数    | 人口    |
| ------ | ---------- | --------- | ------- |
| 千種区 | 吹上一丁目 | 328世帯   | 562人   |
| 千種区 | 吹上二丁目 | 233世帯   | 387人   |
| 千種区 | 千種区 計  | 561世帯   | 949人   |
|        |            |           |         |
| 昭和区 | 吹上町     | 693世帯   | 1,370人 |
|        |            |           |         |
| 計     | 計         | 1,254世帯 | 2,319人 |

## 学区
市立小・中学校に通う場合、学校等は以下の通りとなる。また、公立高等学校に通う場合の学区は以下の通りとなる。なお、小・中学校は学校選択制度を導入しておらず、番毎で各学校に指定されている。
| 区     | 丁目       | 小学校                                    | 中学校               | 高等学校 |
| ------ | ---------- | ----------------------------------------- | -------------------- | -------- |
| 千種区 | 吹上一丁目 | 名古屋市立千石小学校                      | 名古屋市立今池中学校 | 尾張学区 |
| 千種区 | 吹上二丁目 | 名古屋市立千種小学校 名古屋市立千石小学校 | 名古屋市立今池中学校 | 尾張学区 |
| 昭和区 | 吹上町     | 名古屋市立吹上小学校                      | 名古屋市立北山中学校 | 尾張学区 |
| 昭和区 | 吹上一丁目 | 名古屋市立鶴舞小学校                      | 名古屋市立北山中学校 | 尾張学区 |
| 昭和区 | 吹上二丁目 | 名古屋市立吹上小学校                      | 名古屋市立北山中学校 | 尾張学区 |

## 交通
- 名古屋高速2号東山線 吹上東出入口・吹上西出入口
- 若宮大通

## 施設

### 吹上町
- 名古屋市立吹上小学校
- 名古屋市立吹上幼稚園
- 名古屋工業大学（一部）
- 吹上授産所

1丁目。社団法人「手をつなぐ親の会」による知的障害者授産施設で、1976年（昭和51年）4月3日に開所した。
- 浜島書店
- 遠山産業

### 吹上一丁目

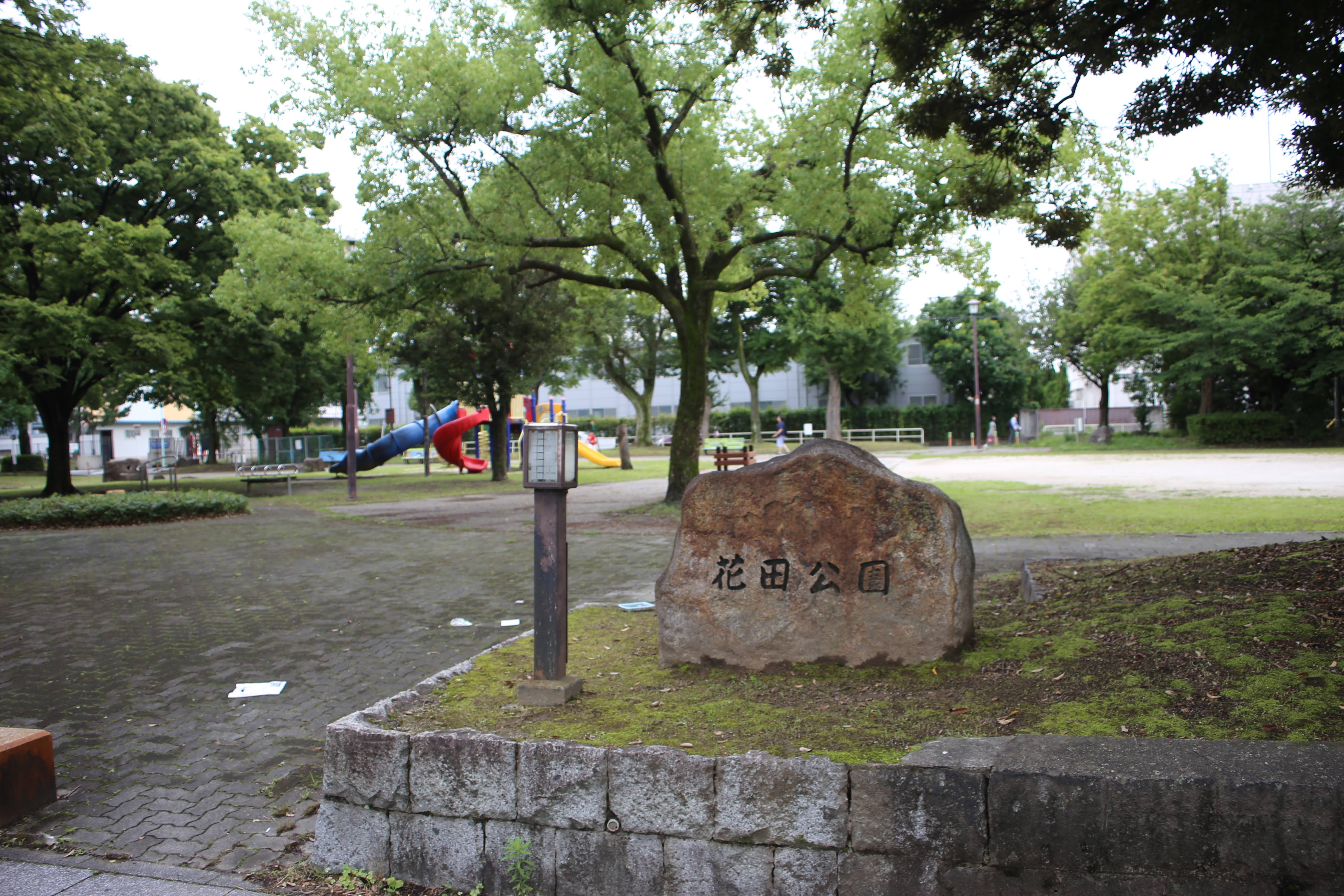
花田公園
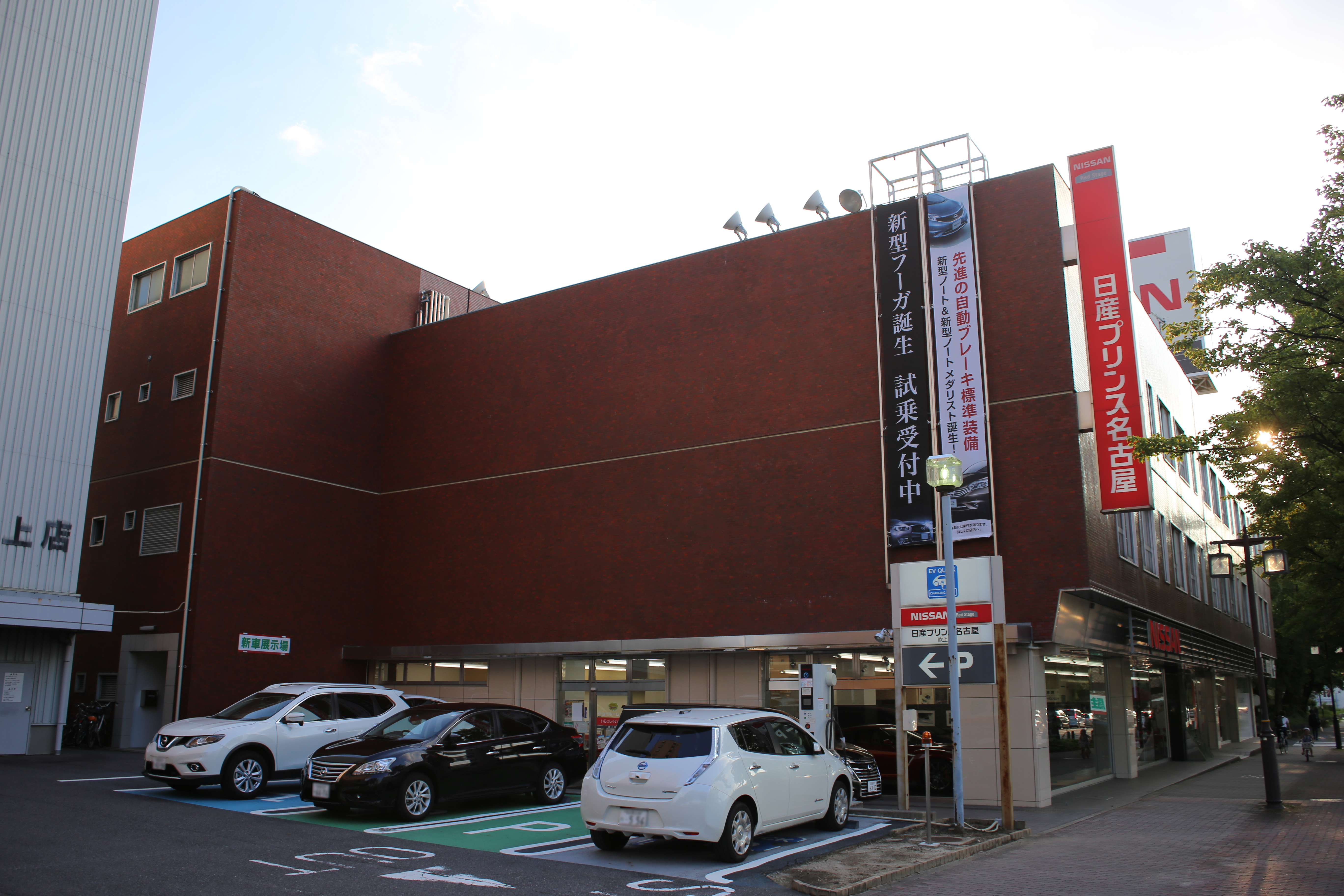
日産プリンス名古屋販売本社

- 花田公園
- 日産プリンス名古屋販売

### 吹上二丁目

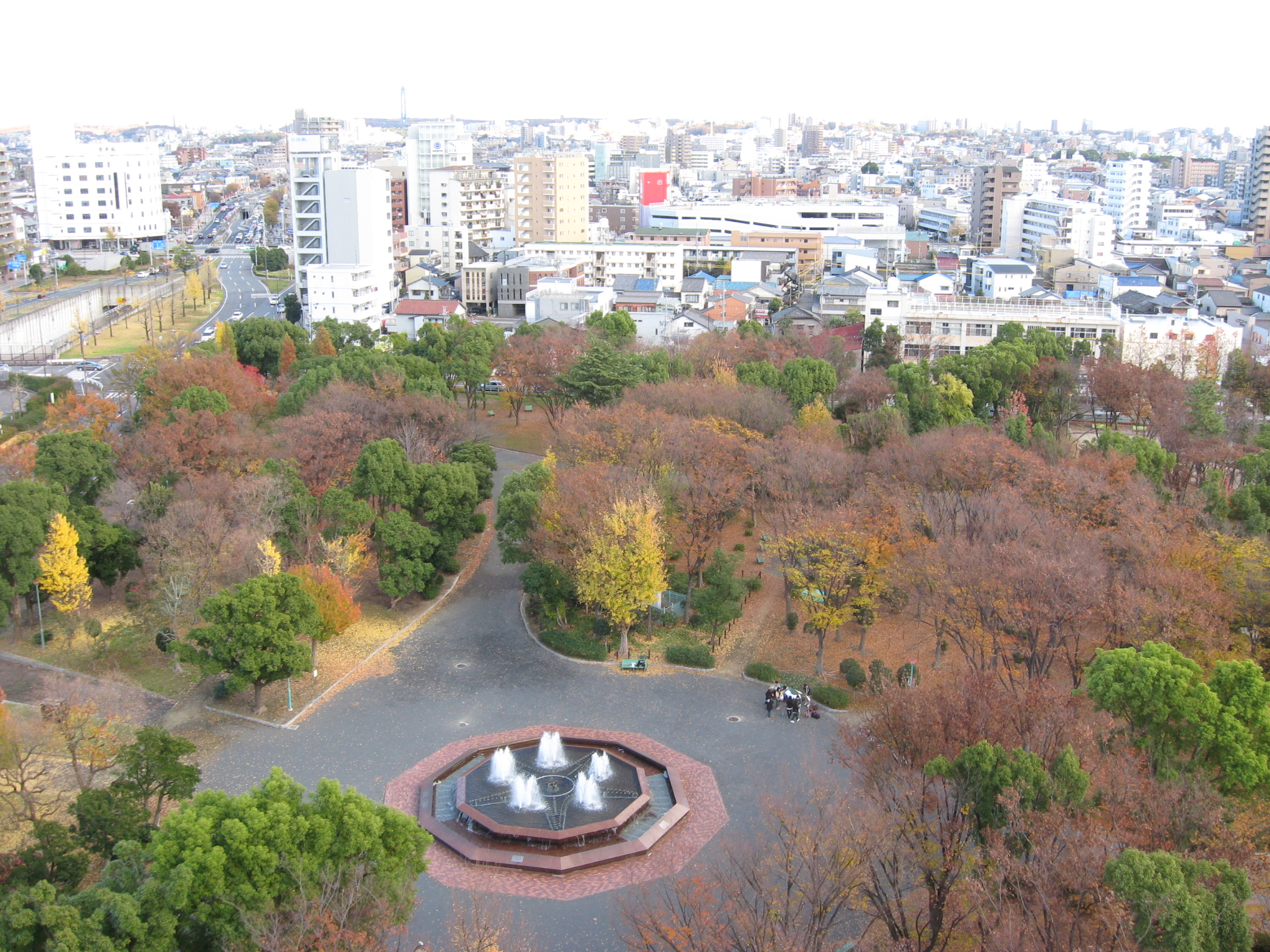
吹上公園
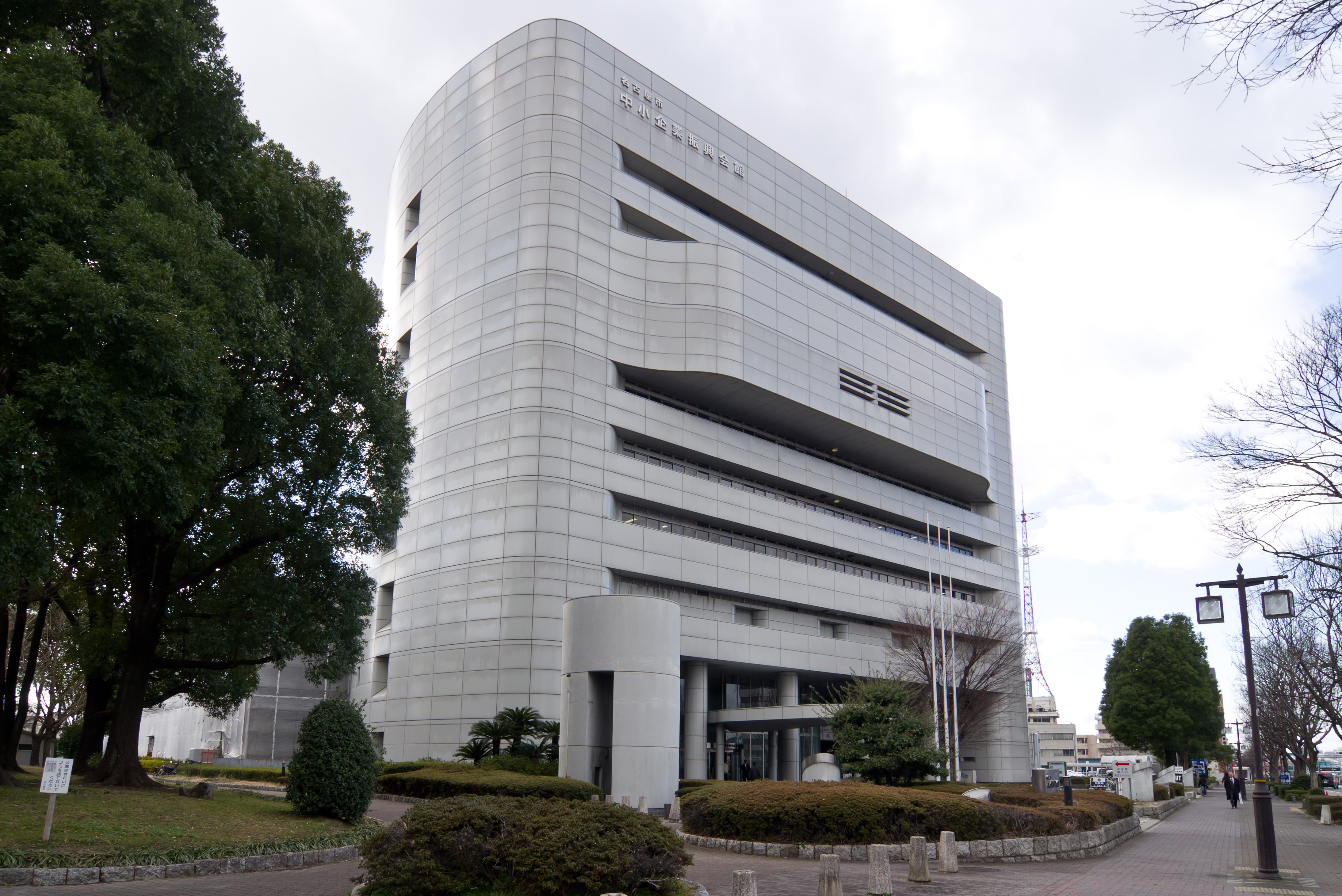
名古屋市中小企業振興会館（吹上ホール）
- 千種消防署 吹上出張所
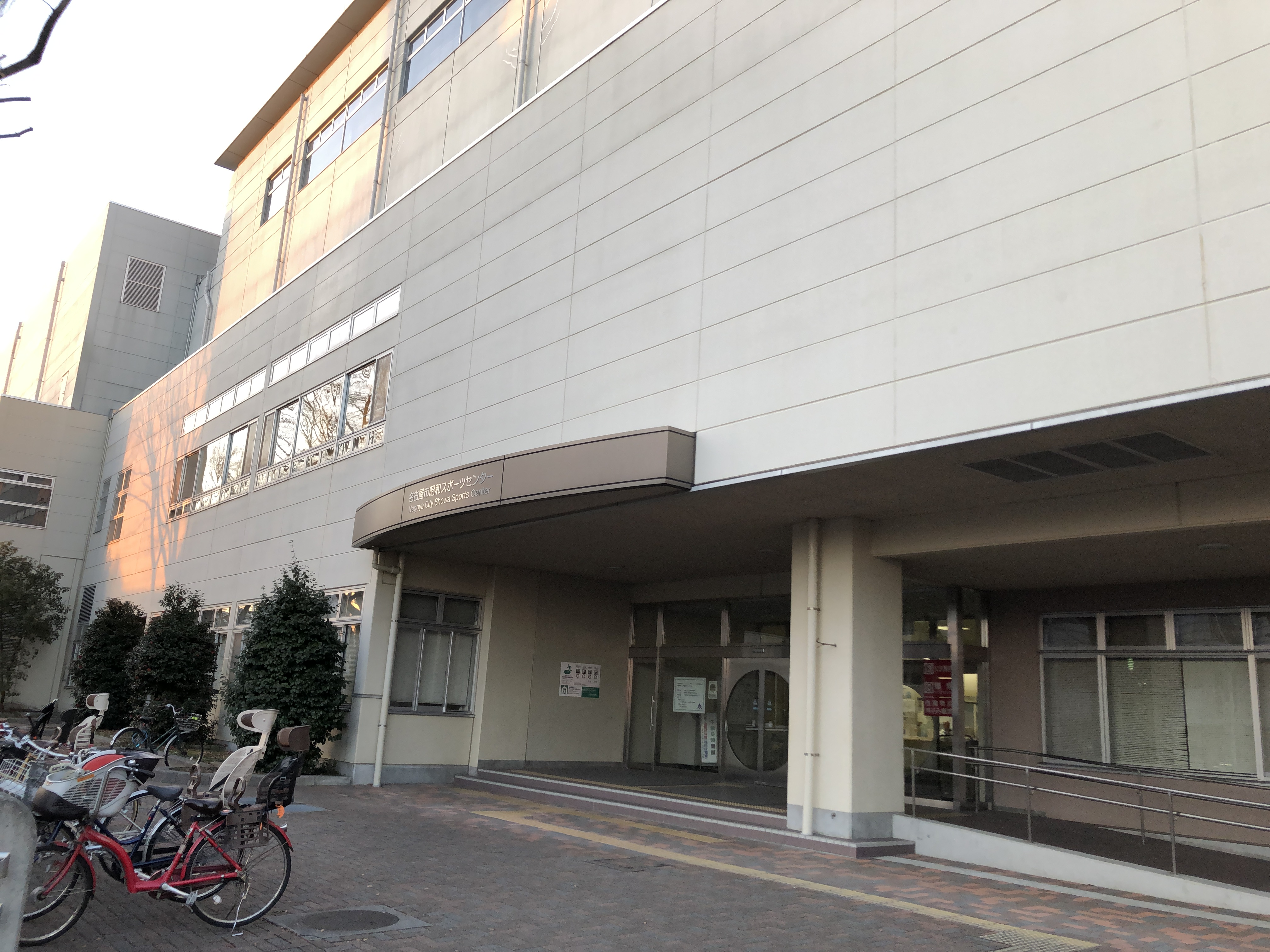
昭和スポーツセンター

- 吹上公園
- 吹上ホール
- 名古屋市昭和スポーツセンター

## その他

### 日本郵便
- 集配担当する郵便局は以下の通りである[WEB 10]。

| 区     | 町丁   | 郵便番号 | 郵便局     |
| ------ | ------ | -------- | ---------- |
| 千種区 | 吹上   | 464-0856 | 千種郵便局 |
| 昭和区 | 吹上   | 466-0000 | 昭和郵便局 |
| 昭和区 | 吹上町 | 466-0002 | 昭和郵便局 |

### WEB
1. 1 2 3  “町・丁目(大字)別、年齢(10歳階級)別公簿人口(全市・区別)”.   名古屋市 (2019年1月23日). 2019年1月23日閲覧。
2. 1 2  “郵便番号”.  日本郵便. 2019年1月6日閲覧。
3. 1 2  “郵便番号”.  日本郵便. 2019年1月6日閲覧。
4. 1 2  “市外局番の一覧”.   総務省. 2019年1月6日閲覧。
5. 1 2  “郵便番号”.  日本郵便. 2019年1月6日閲覧。
6. ↑  “千種区の町名一覧”.   名古屋市 (2015年10月21日). 2019年1月12日閲覧。
7. ↑  “昭和区の町名一覧”.   名古屋市 (2015年10月21日). 2019年1月12日閲覧。
8. ↑  “市立小・中学校の通学区域一覧”.   名古屋市 (2018年11月10日). 2019年1月14日閲覧。
9. ↑  “平成29年度以降の愛知県公立高等学校（全日制課程）入学者選抜における通学区域並びに群及びグループ分け案について”.   愛知県教育委員会 (2015年2月16日). 2019年1月14日閲覧。
10. ↑  郵便番号簿 平成29年度版 - 日本郵便. 2019年01月06日閲覧 (PDF)

### 書籍
1. ↑  名古屋市計画局 1992, p. 119.
2. 1 2 3 4  名古屋市計画局 1992, p. 798.
3. ↑  名古屋市計画局 1992, p. 724.
4. ↑  名古屋市計画局 1992, p. 799.
5. 1 2  名古屋市会事務局 1995, p. 45.